# Biomalz Teltow

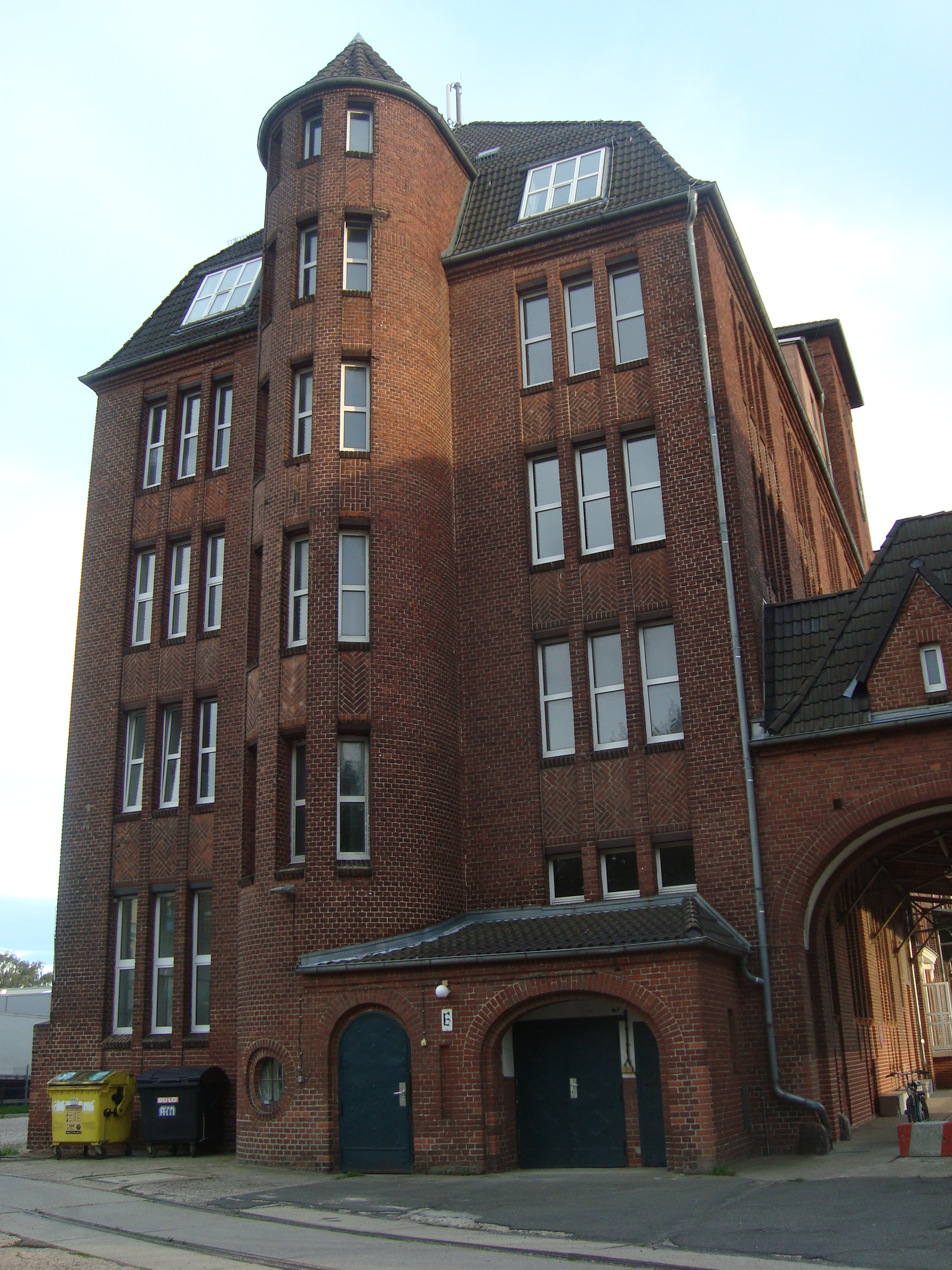
Der Turm auf der Westseite der ehemaligen Biomalzfabrik

Das Fabrikgebäude der ehemaligen Firma Biomalz Teltow gehört zu den bedeutendsten Industriedenkmalen der Region Teltow-Kleinmachnow-Stahnsdorf. Die 1911 errichtete Fabrikationsanlage in der Iserstraße 8–10 mit Verwaltungsgebäude und Kontorhaus steht unter Denkmalschutz und ist eingetragen in die Liste der Baudenkmale in Teltow vom 31. Dezember 2010.

## Gründung des Unternehmens

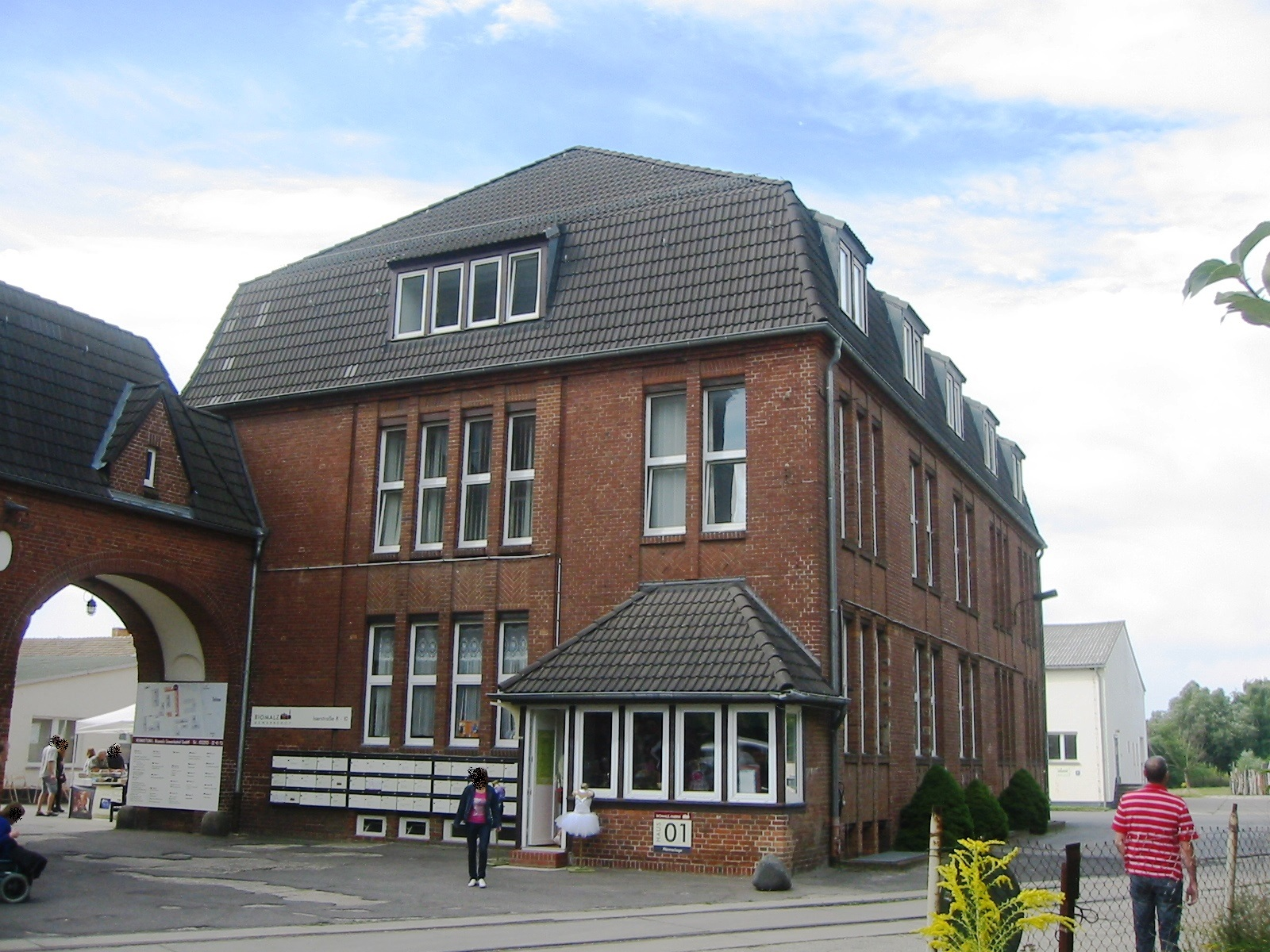
Ehemaliges Verwaltungsgebäude

Die Unternehmensgeschichte begann in einer Apotheke in Berlin-Schöneberg. Dort entwickelte der Lebensmitteltechniker Myro Patermann im Jahre 1906 ein auf natürlichen Rohstoffen basierendes Stärkungsmittel für Schwangere. Dieses Mittel zur Nahrungsergänzung sollte auch „gegen Blutarmut, Bleichsucht und nervöse Beschwerden helfen“, wie seinerzeit in einer Zeitungsannonce versprochen wurde. Schon der Chemiker Justus von Liebig, der sich mit der Bekämpfung von Hunger und Mangelernährung befasste, hatte eine Malzsuppe für Säuglinge, Wöchnerinnen und Kranke entwickelt. Auf diese Erkenntnisse stützte sich Myro Patermann und entwickelte ein neues Reformnährmittel aus Gerste. Gerste besitzt einen hohen Nährwert und erhält durch Mälzen einen würzigen und angenehmen Geschmack. Am 6. Mai 1907 ließ Patermann sein Produkt beim Kaiserlichen Patentamt in Berlin unter dem Namen „Biomalz“ registrieren und schützen. Produziert wurde zuerst in einer Fabrik in Friedenau. Aufgrund steigender Nachfrage und daraus resultierendem Platzmangel für die weitere Produktion zog die Firma nach Steglitz. Zu dieser Zeit firmierte sie noch unter dem Namen „Chem. Fabrik Gebr. Patermann“. Linus und Georg Patermann, die Brüder des Biomalz-Erfinders, waren mit im Unternehmen tätig. Beide verloren jedoch im Ersten Weltkrieg ihr Leben. Myro Patermann übernahm die alleinige Führung der Firma. Kurz nach dem Anlaufen der Steglitzer Produktion gab es Pläne, eine Fabrik in Teltow zu bauen. Das Ackerbürgerstädtchen hatte sich mit der Eröffnung des Teltowkanals zu einer verkehrsgünstig gelegenen kleinen Industriestadt entwickelt.
Der Ingenieur J. K. Meyer entwarf die Pläne für den Bau der neuen Fabrikanlage, die von der Firma Boswau & Knauer in Skelettbauweise errichtet wurde. Der funktionale rote Klinkerbau ist ein Beispiel der Reformarchitektur. Produktionsbeginn war Juni 1911. Schon einen Monat später wurde die Anlage um ein Treberhaus und ein Werkstattgebäude für Tischlerei und Schlosserei erweitert. Rund um die Fabrik gehörten zur Firma weitere Grundstücke, die landwirtschaftlich genutzt wurden.

## Produktionsgeschichte
Die Gliederung des Fabrikgebäudes ist schon an der Außenhülle ablesbar und folgte dem Produktionsablauf. Auf dem Dachboden befand sich ein Lagerraum für die Gerste und die Schroterei. Hier wurde das Malz geschrotet und anschließend eine Etage tiefer, im Fabrikationsraum, mit Wasser angerührt. So entstand die Maische, die gekocht wurde und anschließend mehrere Stunden bei 50–70 Grad ziehen musste. Danach wurde abgeläutert und so auch der unlösliche Treber abgelöst. Bevor das fertige Malzprodukt gewonnen werden konnte, musste das Wasser wieder entzogen werden. Das gelang schonend mit Vakuumverdampfern und danach konnte der Malzextrakt durch eine Anlage zum Abfüllen geschickt werden.

Mit einer Dampfmaschine, die Gleichstrom erzeugte, versorgte sich die Fabrik selbst, drei Dampfkessel standen nebenan im Kesselhaus. Zudem besaß das Unternehmen einen Gleisanschluss an die Industriebahn, der über eine Drehscheibe durch das Werktor führte. Mit dieser raumsparenden Lösung, die deutschlandweit zuerst bei der Firma Biomalz errichtet wurde, konnten Züge das Werk in gerader Richtung befahren.
Zwei Jahre später vergab die Firma Lizenzen in die Schweiz und kurz darauf wurde Biomalz auch in Wilna und London produziert. Doch diese Beziehungen gingen durch den Ersten Weltkrieg, Inflation und die Weltwirtschaftskrise wieder verloren. Versorgungsengpässe und Zwangsbewirtschaftung bedrohten ebenso die Produktion in Teltow. Erst Anfang der 1920er Jahre ging es wieder aufwärts, konnte die Produktpalette sogar erweitert werden: Biomalz-Bonbons und Backzusätze kamen auf den Markt. Auch die Bezeichnung „Chemische Fabrik“, die manchmal zu Irritationen geführt hatte, wurde zugunsten des beliebten Produktes geändert und ab 1928 ist auf den Briefköpfen der Firma zu lesen: Gebr. Patermann Teltow-Berlin Biomalz-Fabrik.
Auch der Zweite Weltkrieg ging nicht spurlos am Unternehmen vorbei. „Weil es sich um einen Betrieb handelt, der für die Ernährung des deutschen Volkes eingesetzt wird“, wie aus einem Schreiben der Reichsleitung des Arbeitsdienstes hervorgeht, wird im Juni 1941 ein Bauantrag für eine Mannschaftsbaracke genehmigt. Im November 1942 werden dort rund 40 russische Zivilarbeiter untergebracht. Biomalz belieferte nun auch das Heer und die Luftwaffe. Trotzdem sind die letzten Kriegsjahre durch Engpässe gekennzeichnet, beschränkte sich die Produktion schließlich auf Marmeladenherstellung für die Bevölkerung. Teile des Betriebes wurden bei Luftangriffen zerstört und im April 1945 wütete ein Großbrand auf dem Werkgelände. Schon einen Monat später wurde wieder Sirup hergestellt, aber vorwiegend aus Rüben, auch Rhabarber wurde dem Malzextrakt beigemischt. Für die Bevölkerung produzierte die Firma außerdem Mehl, Graupen und Nährmittel für Kinder. Als behauptet wurde, dass ohne Freigabe an die Firmenangestellten Malzextrakt und Bonbons abgegeben werde, wird Myro Patermann zu einer Geldstrafe von 500.000 Mark verurteilt. 1953 kommt es zur Enteignung, Biomalz wird Volkseigentum und produziert fortan mit über 100 Beschäftigten unter VEB (K) Biomalz „Walter Schütz“ Teltow weiterhin Malzextrakte und Backmittel, später kam auch eine Eisproduktion hinzu: das Sandwich-Eis Maskowskoje Maroshenoje (Moskauer Sahneeis).
Myro Patermann suchte schon unmittelbar nach dem Krieg nach einem neuen Produktionsstandort. Die Wahl fiel auf Kirn an der Nahe, wo die Vitaborn-Werke ab 1946 die Produktion in Lizenz übernahmen. Der Firmengründer verstarb 1951. Das Unternehmen wurde als Familien-Kommanditgesellschaft von seinem Schwiegersohn Erhard Wigand weitergeführt. Ein Zweigbetrieb in Berlin-Lichterfelde war für den West-Berliner Markt zuständig.

## Gegenwart

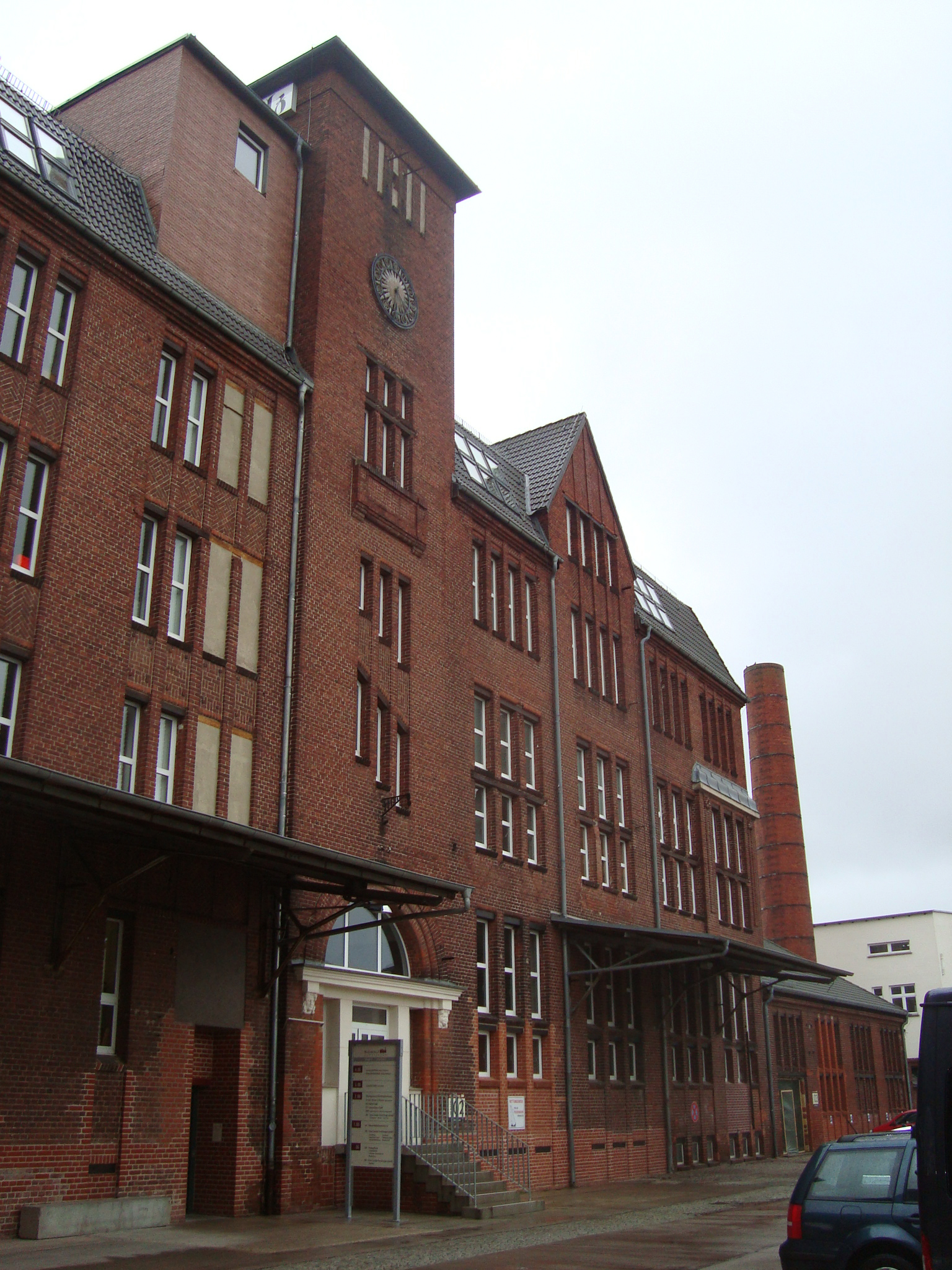
Hofseite der Fabrik

Der Malzextrakt, den es noch in der DDR in allen Drogerien und Apotheken zu kaufen gab, verschwand nach der Wende. Am 1. Oktober 1991 wurde der Betrieb an die Familie der Firmengründer rückübertragen, die das Unternehmen unbedingt am Leben erhalten wollte. Nach einer Durststrecke schrieb die Firma ab 1995 erstmals schwarze Zahlen. Neben Backmischungen wurde auch ein vegetarischer Hackfleisch-Pizza-Belag aus Soja produziert. Ins Angebot wurde auch wieder Blockmalz aufgenommen, ebenso die braune Biomalzsaftflasche mit dem gelb-blauen Etikett. Doch den Markennamen musste die Firma vor einigen Jahren abgeben, weil nicht alle Produkte Bioprodukte sind, wie das eine EU-Richtlinie für Markennamen vorschreibt. So wurde aus Biomalz „Teltomalz“. Mit einem Stand ist die Firma regelmäßig auf der Grünen Woche in Berlin vertreten.

In den letzten Jahren ist ein großer Teil des gesamten Ensembles der ehemaligen Biomalzfabrik umfangreich saniert und modernisiert worden, einschließlich der Infrastruktur. Dabei mussten auch denkmalpflegerische Auflagen berücksichtigt werden. Seither haben sich auf dem Firmengelände auch Handwerksbetriebe angesiedelt und in der roten Backsteinfabrik hat die Kreismusikschule ein Domizil gefunden, ebenso die Union Sozialer Einrichtungen gGmbH. Auch die Tanzschule Kurrat ist auf dem Gelände ansässig. Das ehemalige Kesselhaus wird zurzeit zu einem Veranstaltungssaal mit rund 200 Plätzen umgebaut, inklusive Bühne.
Mit der Lokalen Agenda wurde 2010 an der Grundstücksgrenze zum Biomalzgraben ein Biotop angelegt, in dem sich bereits Lurche und Frösche angesiedelt haben.

Anfang November 2011 nutzte die Teltower Initiative „Kunstsonntag“ den Gewerbehof für die 4. Auflage des Spektakels. 115 Künstler aus der gesamten Republik waren angereist, auch aus Polen und den Niederlanden nahmen Künstler an diesem Ereignis teil. Zu sehen waren rund 500 Werke.

## DieMarke Biomalzin der Werbung
Der Apotheker Myro Patermann nutzte bereits vor mehr als 100 Jahren das Instrument der Werbung, um den „Löffel Gesundheit“ zur unverwechselbaren Marke zu machen. Mit Wortschöpfungen wie „Urquell aller Schönheit“ wurde der Malzextrakt aus angekeimter Gerste schon kurz nach Gründung der Biomalz-Fabrik (1907) beworben. Als „Verjüngungskur“ gegen Blutarmut, Bleichsucht und nervöse Beschwerden sollte der schnelle Energieträger helfen. Glaubte man der Werbung, wurden dem Produkt fortan wahre Wunder zugeschrieben. Den Sirup gab es anfangs noch in Dosen, später in braunen Flaschen mit einem gelb-blauen Etikett, „zu dem billigen Preise von 1,90 Mark pro Dose bzw. einer Mark pro Flasche“ in den meisten Apotheken, Drogerien und Reformhäusern, versehen mit dem Schriftzug: „Wenn Ihnen Ihre Gesundheit lieb ist, lassen Sie sich kein anderes, angeblich ebenso gutes Präparat aufreden“.
Die Werbung trug entscheidend für den guten Absatz bei und als der Werbegestalter Ulrich Patz, ein Schwager des Firmengründers, 1910 den geflügelten Satz prägte „Mein Kind, ich rate Dir gut: Nimm Biomalz!“, begann der Siegeszug des Produktes.
Den durchschlagenden Erfolg brachte ein Berliner Sechs-Tage-Rennen, bei dem für Biomalz in den Ausstellungshallen geworben wurde. In großen Kisten waren die Erzeugnisse aufgestapelt, um sie den Rennfahrern in den Pausen zu verabreichen. Im gleichen Jahr überschritt der Umsatz des Unternehmens bereits die Millionengrenze. Gleichzeitig wurde der Bau eines Fabrikgebäudes in Teltow geplant, in dem schon ein Jahr später im Juni 1911 die Produktion anlief.
In der Presse wurde ebenfalls mit der „Biomalz-Kur“ geworben, die "Blut- und Säftestockungen"" behebe und „angesammelte Schlacken“ entferne wie es in zeitgenössischen Annoncen zu lesen war.
„Schlaffe, welke und eckige Züge“ würden verschwinden, versprachen die Hersteller. Sie hatten sehr schnell erkannt, dass ihre Zielgruppe vor allem Frauen waren.
Mit der Bezeichnung „Konzentriertes Sonnenlicht in Büchsen“ wurde das Produkt Biomalz nun beworben und richtete sich vor allem an Wöchnerinnen und stillende Mütter.
Bereits bei den ersten bildhaften Reklamen wurden Frauengestalten werbewirksam in Szene gesetzt. Sowohl als Dame von Welt, als Hausfrau, Mutter oder Großmutter waren sie immer schon beides, Medium und Zielgruppe zugleich. Desgleichen ließen die Werbeanzeigen wissen, dass sich das Produkt auch ausgezeichnet für Kinder eignet, die den „Anstrengungen in der Schule nicht gewachsen sind“. Kinder, die Biomalz bekommen, kehren strahlend von der Schule heim und erledigen ihre Hausaufgaben im Eiltempo, verspricht die Werbung, die an die Mütter appelliert: „Wer seine Kinder lieb hat, gibt ihnen Biomalz“. Die Kraftzulage sollten sich aber auch die Mütter selbst gönnen, so der Rat. Auch die Eitelkeit wurde angesprochen mit „Jünger aussehen als Gleichaltrige“.
Die nebenstehenden Reklamemarken waren einst ein klassisches Werbemittel im Briefmarkenformat. Sie wurden von der Post (1871) anstelle des Siegellackverfahrens eingeführt und in großen Bögen gedruckt. Schnell wurden sie als eigenständige Werbeträger genutzt, auch beim Kaufmann um die Ecke gab es die selbstklebenden Marken.